# Incipit Satan
Incipit Satan este cel de-al cincilea album de studio al formației Gorgoroth (și primul cu Gaahl ca solist vocal principal). Albumul este dedicat lui Grim; acesta se sinucisese în octombrie 1999 luând o supradoză de droguri. Este singurul album de studio cu Sersjant și primul cu King ov Hell.
Albumul a fost criticat pentru natura sa experimentală, influențele industrial metal și prezența unor elemente dark ambient fiind evidente.

## Lista pieselor
1. "Incipit Satan" - 04:33
2. "A World To Win" - 03:43
3. "Litani til Satan" (Litanii către Satan)[5] - 04:33
4. "Unchain My Heart!!!" - 04:47
5. "An Excerpt Of X" - 05:50
6. "Ein eim av blod og helvetesild" (O duhoare de sânge și foc infernal) - 03:09
7. "Will To Power" - 04:28
8. "When Love Rages Wild In My Heart" - 05:43

## Personal
- Infernus - chitară
- Tormentor - a doua chitară
- Gaahl - vocal
- Sersjant - baterie
- King ov Hell - chitară bas
- Daimonion - sintetizator (sesiune)